# Monte Generoso
Monte Generoso – szczyt w paśmie Prealpi Luganesi, części Alp Zachodnich. Leży na granicy między Szwajcarią (kanton Ticino) a Włochami (region Lombardia). Należy do podgrupy Prealpi Varesine. Na szczycie znajduje się obserwatorium.